# Ян Машковський
Ян Канти Ігнацій Машковський (16 жовтня 1793, с. Хоростків, нині Тернопільська область — 20 жовтня 1865, с. Борщовичі, нині Львівська область) — польський художник, портретист.

## Біографія
Ян Машковський народився 16 жовтня 1793 року в с. Хоростків (до 17 липня 2020 - Гусятинський район; нині Тернопільська область, Україна). З дитинства став проявляти зацікавленість до малювання. Це помітив власник Хоросткова Юзеф Левицький, який став йому допомагати у здобутті хисту художника, де шість років навчався у рисувальній школі при Львівському університеті.
З 19 січня 1818 року протягом трьох років навчається у Віденській академії мистецтв. Відвідував уроки Йоганна Баптиста Лампі старшого, Генріха Фрідріха Фюгера.
З 1820 року перебуває в Італії, по дорозі до Риму відвідав Флоренцію, Венецію та інші міста. Наприкінці 1824 року Юзеф Левицький зажадав його повернення додому. Після від'їзду з Риму Ян Машковський декілька місяці провів у Відні, до Львова прибув у травні 1825 року.
З 1826 до 1832 року працював на Поділлі і Волині, мав власну майстерню в Дубні. Після цього повернувся до Львова. У 1834—1843 роках викладав рисунок і живопис у рисувальній школі при Львівському університеті. Після закриття школи давав приватні у роки своїй майстерні. Серед його учнів були Юліуш Коссак, Артур Гротгер, Александер Рачинський і Генрик Родаковський.
Останні роки свого життя провів у Борщовичах (до 17 липня 2020 — Пустомитівський район) під Львовом, де помер 20 жовтня 1865 року.

## Родина

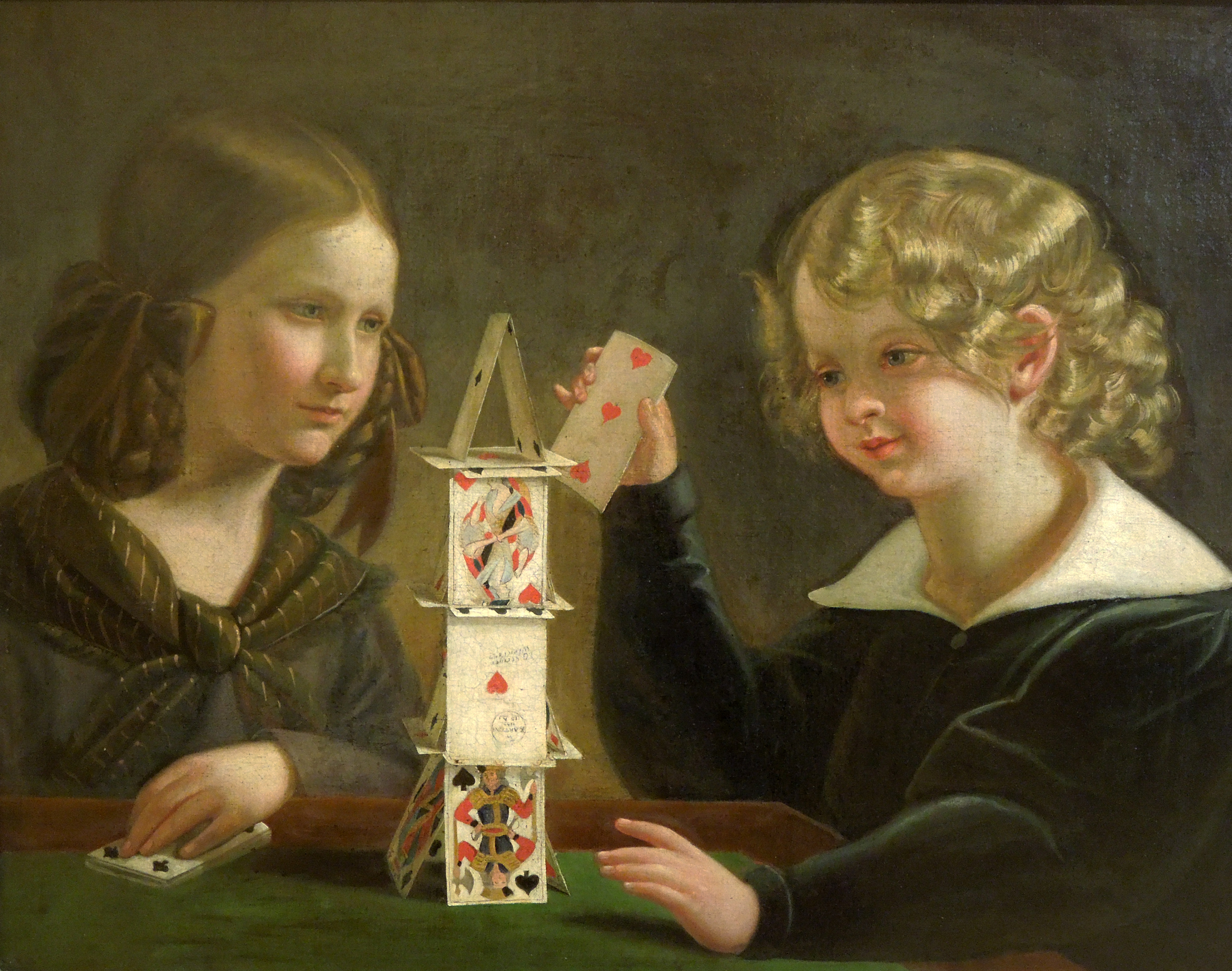
Портрет Фредеріки і Рафала Машковських

Сини Яна Машковського стали відомим у різних сферах діяльності:
- Кароль (1831—1886) — професор, ректор Львівської політехнічного інституту (1875—1876),
- Марцелій (1837—1862) — художник-портретист,
- Рафал Людвік (1838—1901) — скрипаль і диригент.

## Творчий доробок
Ян Машковський отримав освіту художника в техніці, що переважала на той час. Тому його портрети, пейзажі та побутові картини виконані переважно в класичному стилі.
У роки проживання на Поділлі і Волині малював портрети, ікони, картини на релігійну тематику для костелів та ін. («Св. Текля», «Св. Тереза і Св. Архангел Михаїл», «Свята родина», «Портрет гр. Олізара», «Портрет дочки і сина»).
Після повернення до Львова тематика його творів розширилася: історичні роботи, портрет, натюрморт, пейзаж, родинні сцени та анімалістика. Творив і в техніці літографії.
Найбільш відомі твори — «Портрет Франціска І» (1834), «Портрет пейзажиста А. Лянге» (1837), «Портрет Йозефа Максиміліана Оссолінського» (1843). Зображує власну родину — «Портрет Фредеріки і Рафала Машковських» (1844—1845). Картини «Забава в Софіївці» (1849) та «Батьки благословляють молоду» представляють жанрову та історичну тематику художника.

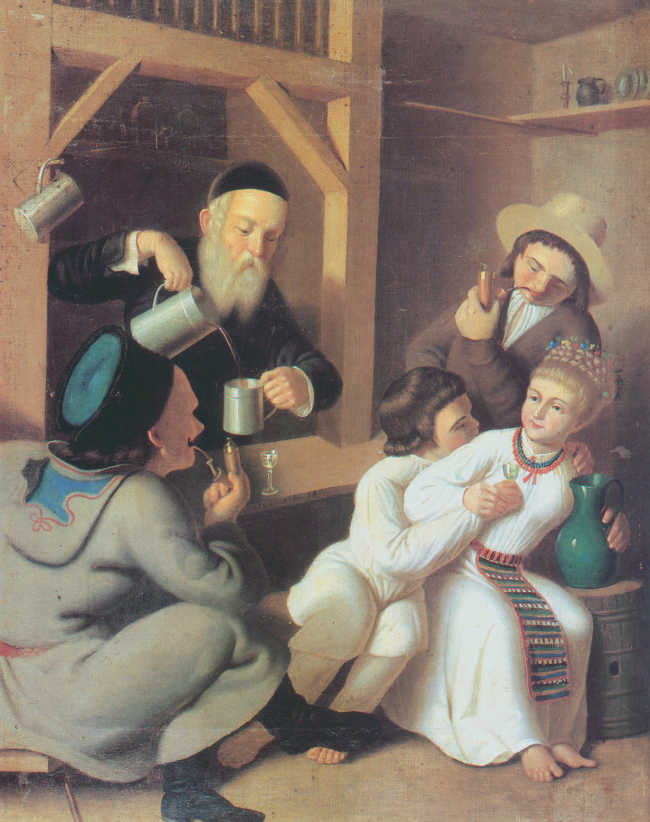
У корчмі

Картини художника зберігаються в музейних збірка України, Польщі, Росії та в приватних колекціях. У фондах Львівської національної галереї мистецтв є сім картин, які характеризують різні сторони творчості Яна Машковського:
- «Ян ІІІ Собєський» (1835);
- «Автопортрет в конфедератці» (1840);
- «Оборона Теребовлі» (1848);
- «Портрет молодого чоловіка» (1848);
- «У корчмі» (1851);
- «Портрет Марцелія Машковського, сина художника» (1856);
- «Водоспад».